# Hrebinka
Hrebinka (în ucraineană Гребінка) este orașul raional de reședință al raionului Hrebinka din regiunea Poltava, Ucraina. În afara localității principale, nu cuprinde și alte sate.

## Demografie
Componența lingvistică a orașului Hrebinka
     Ucraineană (94,08%)
     Rusă (5,34%)
     Alte limbi (0,28%)
Conform recensământului din 2001, majoritatea populației orașului Hrebinka era vorbitoare de ucraineană (94,08%), existând în minoritate și vorbitori de rusă (5,34%).